# Arutua
Arutua is een atol dat onderdeel is van de Tuamotueilanden in Frans-Polynesië. Het dichtst bijzijnde atol is Rangiroa, dat 34 km westelijker ligt. Aratua ligt 368 km van Tahiti. Atutua is een bestuurlijke entiteit (gemeente) waartoe ook de atollen Apataki en Kaukura behoren.

## Geografie
Het atol is bijna rond met een lengte van 31 km, de breedte van 26 km. De lagune heeft een oppervlakte van 484 km². Het atol bestaat uit een vijftigtal motu's. Het atol ontstond rond de top van een vulkaan die 60,2 tot 62,1 miljoen jaar geleden 1380 m oprees vanaf de zeebodem.
Er is één bevaarbare opening in het atol in het oosten en daar ligt ook de voornaamste nederzetting Rautini waar de meeste van de 808 (in 2017) mensen permanent wonen.

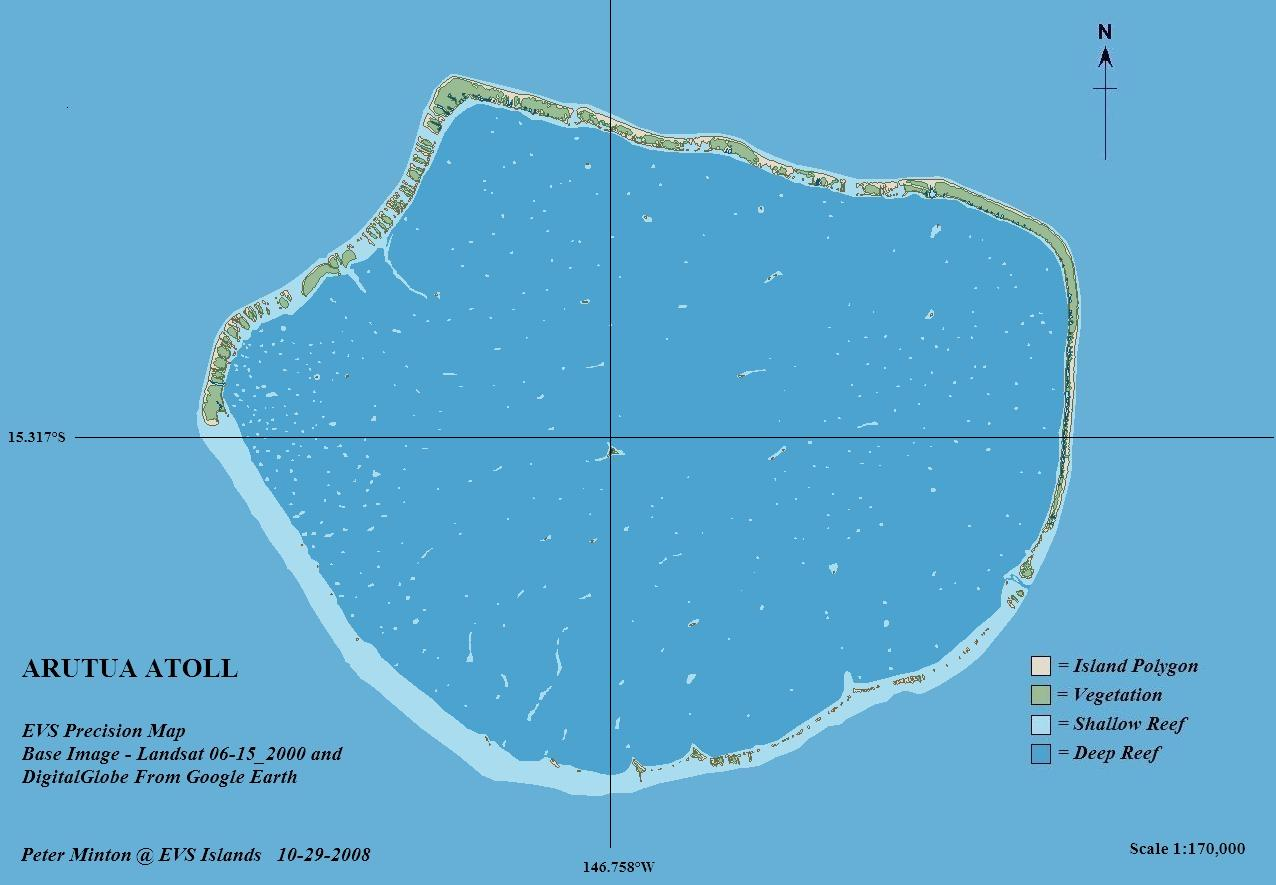
Detailkaart van het atol
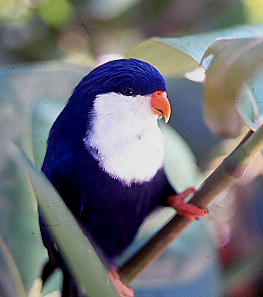
Saffierlori (Vini peruviana)

## Geschiedenis
De eerste Europeaan die het eiland documenteerde was de Zeeuwse ontdekkingsreizigers Jacob Roggeveen op 27 mei 1722. Kapitein James Cook vermeldde het eiland tijdens zijn tweede reis op 19 april 1774. Tijdens de Amerikaanse expeditie onder leiding van Charles Wilkes in 1840 werd het eiland twee maal aangedaan. In de tweede helft van de negentiende eeuw werd het eiland Frans bezit. Op gezag van het stamhoofd op het atol Kaukura werd de productie van kokosolie opgezet. Verder kwamen de missionarissen naar het eiland en werd een parochie gesticht waaronder ook de twee andere eilanden vielen en die weer afhankelijk zijn van het bisdom Papeete, zoals overigens alle bewoonde atollen binnen de archipel.
In 1983 werd een deel van het atol verwoest door een tropische cycloon.

## Economie
Het atol is relatief dicht bewoond en leeft voornamelijk van het toerisme, het maken van kopra, visvangst en de teelt van pareloesters, speciaal zwart-lippareloesters (Pinctada margaritifera). Sinds 1984 is er een start- en landingsbaan van 1200 meter lengte. Volgens cijfers uit 2019 zijn er gemiddeld 350 tot 400 vluchten per jaar en worden 10.000 passagiers vervoerd. Sinds december 2018 beschikt het eiland, dankzij een glasvezelkabelverbinding met Tahiti, over snel internet.

## Ecologie
Naast de grote rijkdom aan vissoorten, zijn de nauwelijks bewoonde motu's rijk aan vogels. Op het eiland komen 43 vogelsoorten voor waaronder negen soorten van de Rode Lijst van de IUCN waaronder het witkeelstormvogeltje (Nesofregetta fuliginosa) en de endemische tuamotujufferduif (Ptilinopus coralensis), saffierlori (Vini peruviana) en tuamotukarekiet (Acrocephalus atyphus).

## De gemeente Rangiroa
Bestuurlijk vallen de volgende atollen onder deze gemeente:
- Arutua (15 km²)
- Apataki (20 km²)
- Kaukura (11 km²).

Totaal aantal inwoners (in 2017): 1 664. 	